# El joven Lautaro
El tríptico El Joven Lautaro (Homenaje para el pueblo mapuche), fresco de 1946 de fray Pedro Subercaseaux, es considerado una obra representativa de la pintura histórica chilena, por su importancia simbólica respecto del tema principal, a saber la Guerra de Arauco.

## Descripción
El cuadro original es una composición de tres partes:
- En el centro se encuentra el gallardo toqui Lautaro. Al servicio de los conquistadores españoles Lautaro aprendió el dominio de los caballos y las tácticas de los invasores y la traspasó a los pueblos indígenas del Sur de Chile que obligaron a los españoles a prolongar la guerra por 300 años.
- Al costado derecho del cuadro se ve a los mapuches aprendiendo de Lautaro, la domesticación del caballo, el uso de armadura y el empleo de armas de fuego y cañones.
- Al costado izquierdo se observa quizás la parte más trascendente y simbólica del cuadro, donde se dibuja la imagen de una madre, enseñándole a su hijo la figura central del toqui. La figura de la madre y el hijo trasciende al tiempo, pues no se trata de un acto del presente anecdótico, sino de la proyección histórica de la gesta misma, en primera instancia la transmisión oral, luego la escrita en las múltiples obras que hicieron referencia al héroe y finalmente la historia institucionalizada a modo de mito fundacional de Chile. La figura clásica del héroe consta de la inmortalidad que radica en su historicidad. El individuo trasciende su momento circunstancial y queda registrado en la memoria colectiva para la eternidad.

Este héroe mapuche se transformó en un símbolo nacional que fue inmortalizado en la pintura, donde Subercaseaux captó en su trazo, la fortaleza de su lucha y lo indómito de su carácter, heredados a la sociedad chilena. La pintura fue realizada en el marco las «pinturas de las glorias de Chile» que fray Pedro Subercaseaux llevó a cabo a principios del siglo XX.
La obra original se encuentra en la Comandancia en Jefe del Ejército.